# Discografia dei Sex Machineguns
Questa che segue è la lista di tutti i dischi pubblicati dalla band speed metal Sex Machineguns, dagli esordi fino a oggi.

## Album
- Sex Machinegun (1998)
- Made in Japan (1999)
- Barbe-Q★Michael (2001)
- Ignition (2002)
- Machineguns Get-Toghether (best, 2003)
- To the Future Tracks ~Gathering for Unreleased Songs~ (2003)
- Heavy Metal Thunder (2005)
- Made in USA (2006)
- Cameron (2008)
- 45°↗ (2009)
- SMG (2011)
- Love Games (2014)
- Metal Monster (2015)
- Iron Soul (2018)

## EP
- Live Fire (1997)
- Tairyô (2001)

## Compilations
- Recycling (2003)
- Best Tracks - The Past and the Future (2008)
- Remix Best (2012)
- マシンガンスにしやがれ!! (2018)

## Live album
- Burning Hammer (2001)
- Live! Final Attack at Budokan (doppio live 2003)

## Singoli
- Hanabi-la daikaiten (1998)
- BURN -burn your fire of love- (1998)
- Tekken II (1999)
- Mikan No Uta (1999)
- Onigunsow (1999)
- Ai Koso Subete (2000)
- S.H.R.-Sexy Hero Revolution (2001)
- Sokoni anataga... (2002)
- Bousou Rock (2002)
- Yonaoshi Good vibration (2002)
- Demae-do icchokusen (2004)
- Suspense Gekijou (2005)
- Aijin 28 (2005)
- Haihin Kaishuu (solo download 2007)
- Doku MAMUSHI (solo download 2007)
- JACKY (solo download 2007; incluso nell'album Cameron (2008))
- Pride (2009)
- 37564 (2011)
- Ame No Kawasaki (2012)

## Videografia
- Emergency! Nozarashi! (vHS, 2000)
- SM Show (DVD e vHS, 2000)
- Video Sex (vHS nel 2000, riedito in DVD nel 2002)
- SM Show 2 (DVD e vHS, 2002)
- Video Sex 2 (DVD e vHS, 2002)
- SM Show 3 (DVD e vHS, 2003)
- SM Show Finale (DVD, 2003)
- Metal Box (DVD, 2003)
- Made in USA (DVD, 2006)
- Living in America (DVD, 2006)
- A Day in The Live ~ Sex Machineguns Live in USA~ (DVD 2006)